# Zeche Ilandsbraut
Die Zeche Ilandsbraut im heutigen Essener Stadtteil Heidhausen ist ein ehemaliges Steinkohlenbergwerk, das auch unter den Namen Zeche Ihlandsbraut, Zeche Handsbraut und Zeche Vereinigte Ilandsbraut bekannt war. Die Zeche ist nach 1826 durch die Konsolidation der Zeche Iland mit der Zeche Braut in Bremers Busch entstanden, und gehörte zu den Gründungsmitgliedern des Vereins für bergbauliche Interessen.

## Geschichte

### Die Vorgängerbergwerke
Eines der Vorgängerbergwerke, die Zeche Braut in Bremers Busche, auch genannt Zeche in Bremersbusch, war eine Zeche in Heidhausen. Im Jahr 1749 wurde durch die Gewerkschaft Adam Engels & Consorten ein Stollen angelegt. Der Stollen befand sich südlich der Heidhauser Straße im Bereich Volkswald. Im Jahr 1803 war die Zeche nachweislich in Betrieb. Im Jahr 1805 wurde an den Schächten 2 und 3 abgebaut. Im Jahr 1810 wurde am Schacht 6 abgebaut. Im Jahr 1813 lag die Zeche Braut in Bremers Busche zeitweise in Fristen. Im selben Jahr wurde damit begonnen, den Schacht 7 zu teufen. Im Jahr 1815 war die Zeche außer Betrieb. Im Jahr 1824 wurde ein Längenfeld verliehen. Über das zweite Vorgängerbergwerk, die Zeche Iland in Heidhausen, wird nicht viel berichtet. Am 14. Juli des Jahres 1826 wurden drei Längenfelder verliehen. Ob das Bergwerk jemals in Betrieb war, ist nicht bekannt. Nach dem Jahr 1826 kam es zur Konsolidation der beiden Vorgängerbergwerke zur Zeche Ilandsbraut.

### Die weiteren Jahre als Ilandsbraut
Im Jahr 1832 wurde die Zeche Ilandsbraut in Betrieb genommen, ein Stollen wurde angesetzt. Das Stollenmundloch des Bergwerks befand sich im Hespertal. Im Jahr 1834 wurde bereits Abbau betrieben. Damit das Bergwerk zum Tiefbau übergehen konnte, wurde 1835 zur Vorbereitung der tonnlägige Schacht Flasdorf geteuft. Im selben Jahr wurde eine kombinierte Dampfmaschine aufgestellt. Diese diente als Fördermaschine und wurde auch für die Wasserhaltung genutzt. Im Jahr 1836 war Schacht Flasdorf in Betrieb, der eine Teufe von 40 Lachtern hatte. Um das Jahr 1839 ging vermutlich die Zeche Ilandsbräutigam in der Zeche Ilandsbraut auf. Diese Zeche war nur in den Unterlagen genannt worden. 1840 kam es auf der tiefsten Stollensohle bei einer Teufe von 45 Lachtern zum Durchschlag mit dem Tiefbau. Im Jahr 1852 wurde im Flöz Sarnsbank abgebaut. Im Jahr 1858 wurde am Schacht Flasdorf auf der Tiefbausohle abgebaut. Die Sohle befand sich einer flachen Teufe von 199 Lachtern. Die Fördermaschine hatte eine Leistung von 12 PS, die Wasserhebung bis zur Stollensohle erfolgte mit einer 45 PS Wasserhaltungsdampfmaschine. Im Jahr 1862 wurde der Querschlag, mit dem das Flöz Dickebank gelöst werden sollte, um 21 5/8 Lachter weiter aufgefahren. Der Ansatzpunkt für diesen Querschlag befand sich 100 Lachter östlich vom Schacht. Das Bergwerk gehörte zu dieser Zeit zum Bergrevier Werden. Aufgrund von starken Wasserzuflüssen wurde im Jahr 1864 die Tiefbauausrichtung gestundet und der Ilandsstollen wurde zur Förderung hergerichtet. Im darauffolgenden Jahr wurde der Tiefbau wegen der zu geringen Leistung der Wasserhaltungsmaschine aufgegeben. Die Bergwerksbetreiber planten, einen neuen Tiefbau an der Eisenbahnlinie im Hespertal zu errichten. Im Jahr 1867 wurde die Zeche Ilandsbraut stillgelegt und 1871 wieder in Betrieb genommen. 1877 erfolgte die erneute Stilllegung. 1881 wurde die Zeche Ilandsbraut Zeche Pauline zugeschlagen.

## Förderung und Belegschaft
Die ersten Förderzahlen stammen aus dem Jahr 1834, es wurden von 22 Bergleuten 11.237 Scheffel Steinkohle gefördert. Im Jahr 1835 wurden 20.044 preußische Tonnen Steinkohle gefördert. Im Jahr 1840 wurden 47.428¼ preußische Tonnen Steinkohle gefördert. Im darauf folgenden Jahr kam es zu einer erheblichen Fördersteigerung. Im Jahr 1842 wurden rund 12.000 Tonnen Steinkohle gefördert. Im Jahr 1858 waren 70 Bergleute auf dem Bergwerk beschäftigt. Im Jahr 1861 sank die Förderung auf 29.606 preußische Tonnen Steinkohle, diese Förderung wurde von 40 Bergleuten erbracht. Im Jahr 1871 kam es zu einem drastischen Einbruch der Förderung, mit zehn Bergleuten wurden nur noch 1224 Tonnen Steinkohle gefördert. Die letzten bekannten Belegschafts- und Förderzahlen des Bergwerks stammen aus dem Jahr 1873, mit 16 Bergleuten wurden 2812 Tonnen Steinkohle abgebaut.

## Heutiger Zustand
Im Juni 2011 wurden bei Bauarbeiten am Iländerweg Bruchsteinfundamente eines Schachtgebäudes aus dem 19. Jahrhundert sowie ein Steinkohleflöz und Gebäudereste aus dem 20. Jahrhundert gefunden.